# قراقیر
قراقیر (به ازبکی: Qoraqir) یک منطقهٔ مسکونی در ازبکستان است که در ولایت سرخان‌دریا واقع شده‌است. قراقیر ۵٬۰۰۰ نفر جمعیت دارد.